# Лад игре
Лад игре су група мушких народних плесоваа који се играју у Трансилванији (Румунија). Играју се на различитим свечаностима, прославама празника и као сценски наступ. Реч је о сличним плесовима, насталим под утицајем румунских и мађарских народних игара. У централној Трансилванији многа села су мешовите националности и дели се традиционални музички и плесни репертоар, мада постоје и они специфични за сваку заједницу. Лад игре, које играју и румунске и мађарске заједнице најразвијеније су у погледу мотива и структуре трансилванских плесова. Свака заједница има своје варијанте, које све показују виртуозност и складне комбинације покрета и ритма.
Године 2015. Лад игре уврштене су на Унескову листу нематеријалног културног наслеђа човечанства.

## Порекло
Фолклорна традиција у Трансилванији обухвата низ мушких фолклорних плесова који су најчешће повезани у једну породицу, познати као Фећореште (рум. Feciorește) или „момачки”, а који су се развијали под утицајем различитих традиција. Многи румунски момачки фолклорни плесови имају исти облик као и мушке карпатске групне игре, са наизменичним сегментима кретања у колу и фигурама у месту. Слични елементи кореографије налазе се и у бројним мађарским фолклорним играма. Други су вероватно повезани са мушким групним фолклорним плесовима са штаповима, које играју Калушари.
Играчи могу бити сви мушкарци узраста од 5 до 70 година. Посебну улогу у игри имају главни играч, одабран због свог играчког умећа, који води игру и координатор, који обучава и интегрише чланове групе.
У централној Трансилванији многа села су мешовите националности и припадници ових нација деле традиционални музички и фолклорни репертоар, мада постоје и репертоари специфични за сваку заједницу. Лад игре које играју и румунске - Фећореште и мађарске заједнице Легењеш (мађ. Legényes - нежење) најразвијенији су у погледу мотива и структуре трансилванских плесова.
Соло или појединачни облици трансилванских мушких фолклорних плесова типичнији су за мађарске мушке игре, али су се и румунски мушки  трансформисали у соло верзије, адаптирајући се кроз ситуације када има премало мушкараца за извођење групне игре или су када наступају на такмичењима у оквиру неког друштвеног догађаја.

## Основне карактеристике
Као саставни елементи корака у овим играма се појављују ударци чизмом о чизму (односно ногом о ногу) и петом о пету, који су највероватније наслеђени из Аустроугарске. Мађарски Вербунк и румунска верзија Барбунц најближи су аустроугарској форми.
Момачке игре играју се у групи и појединачно. 
- У групном облику играчи се углавном крећу у кругу, у смеру супротном од кретања казаљки на сату. Кораци укључују синкопиране ударце ногама о под, петом о пету и ротације потколенице. По форми је слично карпатској игри.
- У соло деоницама сваки плесач изводи низ фигура окренутих према музичарима. Фигуре се састоје од великог броја мотива које плесач саставља, понекад са одређеним мотивима на почетку и завршетку, како би се подударале са музичком фразом.[1]

### Врсте лад плесова
Мушке игре у Трансилванији, односно Лад игре могу се оквирно груписати у неколико форми:
- Фећореште из јужне Трансилваније (претежно румунско подручје) има неке мање развијене варијанте које могу бити међуверзија између карпатских игара и развијенијих мушких игара из других делова Трансилваније. Ритам игре је 2/4-ски или 7/8-ски, али су многи од ових плесова у локалном, асиметричном ритму.
- Модификације ритуалних игара са штаповима, попут плеса током ритуала Калуш или игре Хајдау (рум. Haidău) из долине доњег Муреша, која је име добила по хајдучким фолклорним плесовима који се играју у Украјини, Словачкој, Мађарској и Пољској, а који су били популарни у 16. и 17. веку. За разлику од њих, румунска верзија задржава структуру румунске групе и не садржи борбене покрете. Ритам игре је 2/4-ски.
- У централној Трансилванији, спојем мађарске и румунске традиције, настали су високо развијени румунски Фећореште и мађарски Легењеши. Они су формирани од елемената који се називају понт (тачке), а који се комбинују са завршном секвенцом како би се уклопили у музичку фразу. Споре мађарске мушке игре (Ritka Magyar) повезане су са осталим мушким играма, али укључују музику и кореографију која датира касније од хајдучких игара, али пре Вербунка из 19. века. Ритам игре је 2/4-ски.
- Мађарски Вербунк, или на румунском Барбунц је настао инспирисан начином регрутовања у војника у Хабзбуршкој монархији у 18. веку. Ова игра има неформалну структуру и мноштво фигура, укључујући ударце петом о пету и ногом о ногу (односно чизмом о чизму). Ови елементи уклопљени су у трансилванијске мушке игре. Ритам игре је 2/4-ски.[1]

## Друштвени утицај
Трансилванијски фолклорни плесови настали су као спој румунске и мађарске традиције. Национале одлике уграђене су у многе сценске наступе, националне стилизације и наративе. У прошлости су представљали прилику младићима да ојачају свој социјални статус у традиционалним заједницама, а посебно међу девојкама и њиховим породицама, као потенцијални просци. Данас је то начин да се младићи укључе у своју заједницу, изграде тимски рад и остану активни, а њихови наступи оживљавају многа славља Румунији.
Играчи могу бити сви мушкараци узраста од 5 до 70 година свих националности које живе на овим просторима - Румуни, Мађари и Роми. Овај аспект доприноси интеркултурном дијалогу и пружа контекст за учење о културној разноликости.
У региону Тара Калатеј (рум. Țara Călatei, мађ. Kalotaszeg) сваког августа се, већ више од 30 година, организује Међународни фестивал народне музике и игара. Овај догађај привлачи младе из целе Европе, па чак и из САД и Канаде. Учесници могу да науче различите врсте народних игара, као и да свирају на традиционалним музичким инструментима. Програм укључује и такмичење младића у Лад играма.